# Bomba injetora
Injetor do tipo rotativo.
Bomba Injetora é um sub-sistema de alimentação dos motores diesel. O sistema, utilizado inicialmente em motores estacionários Rover, é responsável pelo bombeamento de óleo em alta pressão, nos grupos geradores e nas grandes máquinas de navios, posteriormente nos veículos menores como caminhões e automóveis Volkswagen TDI, sendo o seu desenvolvimento a cargo do grupo Bosch.

## Funcionamento
Bomba injetora para motores diesel, refere-se a um sistema de bombeamento mecânico a pistões que funciona imerso e lubrificado no próprio óleo combustível evitando assim grandes ajustes nos pequenos pistões. O sistema é dimensionado para fornecer alta pressão (hoje chega-se a mais de 2000 Bar) na agulha do bico (Firad) e assim vencer a contrapressão do ar no interior do cilindro já comprimido. Essa operação que acontece no momento da compressão e exato instante que o êmbolo do pistão encontra-se 6º antes do ponto morto superior, uma quantidade predeterminada de combustível é pulverizado. Na realidade, são as molas que pressionam as válvulas fechadas que cedem “sob pressão” e liberam a passagem do óleo, retido no bico injetor; este entra atomizado na câmara de combustão e reage com o oxigênio comprimido.
Vantagens:
- um comportamento mais desportivo para o motor diesel
- arranque instantâneo
- muito baixo consumo, mesmo comparado com o common-rail

Desvantagens:
- menor rendimento que o sistema comon-rail
- maior ruído de funcionamento
- mais poluente que os common-rail

Bomba Injetora pode ser bomba injetora em linha, ou bomba injetora rotativa:

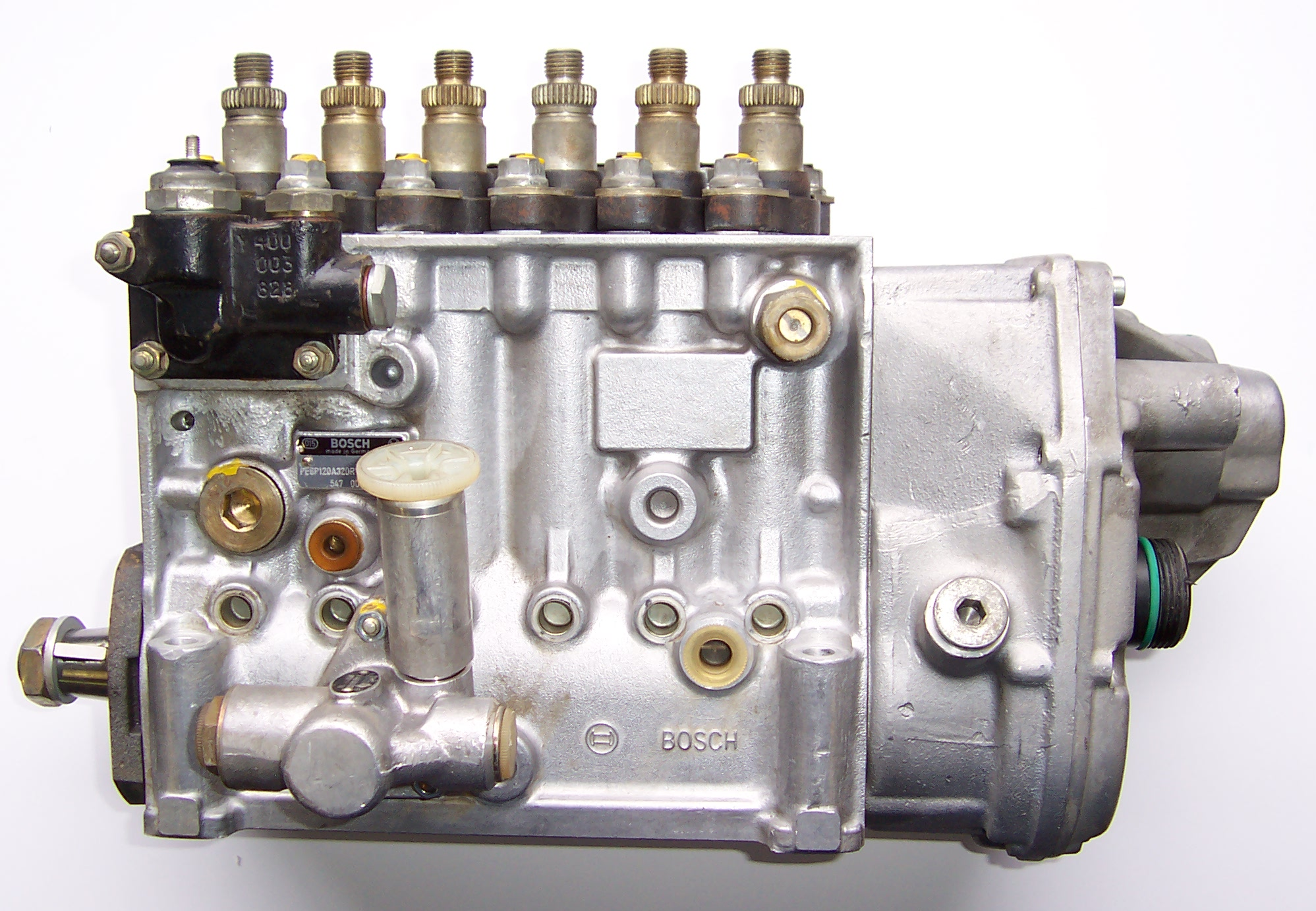
injetor em linha.

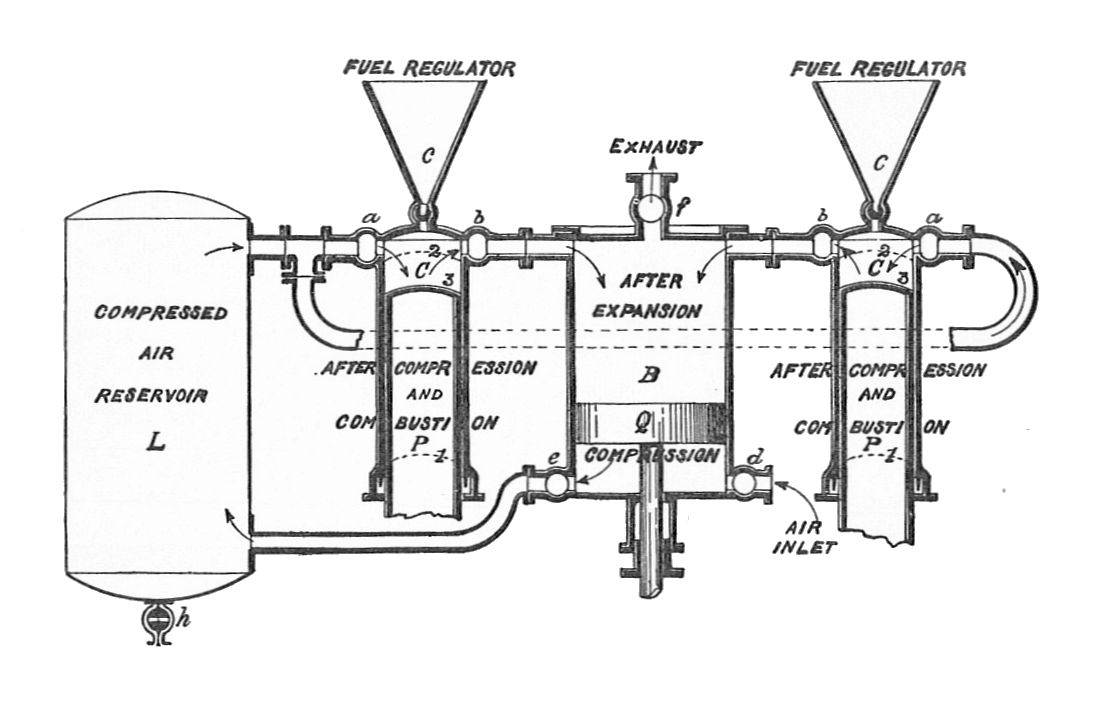
Esquema de um motor a diesel de 1903.

- Bomba injetora em linha - destina-se a enviar o gasóleo sob pressão para cada um dos injectores em quantidades perfeitamente reguladas conforme a aceleração do motor e no momento mais conveniente para o seu bom funcionamento. A bomba injetora é construída por: corpo da bomba com cárter, janela de visita e coletor de alimentação. No cárter está o veio de excêntricos (da bomba injetora, que não é o veio de excêntricos do motor), a bomba de alimentação e os impulsores. Na janela de visita está a régua cremalheira e os elementos de bomba que são constituídos por cilindro, êmbolo e camisa com setor dentado. No coletor de alimentação estão as válvulas de retenção e no extremo da régua cremalheira está o regulador automático de velocidade.
- Bombas de injeção rotativas - permite um rápido funcionamento e dimensões inferiores às bombas de injeção em linha, são geralmente utilizadas nos motores Diesel de baixa potência específica e para automóveis, que são aplicações com baixa solicitação de uso, pois as bombas injetoras rotativas possuem capacidade volumetrica de injeção menor que as bombas em linha. A distribuição do combustível efetua-se a partir de êmbolos de movimento alternado que distribuem o combustível para cada um dos injetores do motor através de um distribuidor. Durante o funcionamento, todas as suas peças são lubrificadas pelo próprio combustível que segue para os injetores, não necessitando de qualquer sistema de lubrificação suplementar. A distribuição do combustível é feita pela deslocação dos dois êmbolos opostos, situados numa sede disposta transversalmente no interior do elemento fixo que é a cabeça hidráulica. Este conjunto do rotor e a cabeça hidráulica constituem o distribuidor da bomba. Os êmbolos opostos são acionados pelos excêntricos que estão no alojamento do corpo onde se movimenta o rotor. Normalmente no alojamento do corpo da bomba existe o número de excêntricos igual ao número de cilindros do motor. Quando no movimento do rotor os êmbolos opostos são acionados pelos excêntricos, enviam o combustível sob alta pressão para os canais que fazem parte do distribuidor que coincidem nos intervalos bem definidos com orifícios existentes na cabeça hidráulica para alimentar cada um dos injetores.